# CTV Television Network
Pour les articles homonymes, voir CTV.
CTV Television Network est un réseau de télévision canadien de langue anglaise. C'est le plus large réseau de diffusion privé du Canada ; il a constamment été placé dans les réseaux les plus populaires sur le plan des audiences depuis 2002, après de nombreuses années à avoir été derrière son concurrent Global Television Network dans les marchés clés. En septembre 2010, CTV est racheté par Bell Media.
Bell Media opère également d'autres chaînes sous le nom de CTV, incluant la chaîne câblée nationale CTV News Channel et le réseau secondaire CTV 2.
Il n'y a jamais eu de nom complet explicitant les initiales « CTV ». Cependant, beaucoup de gens les prennent pour signifier Canadian Television, qui a été utilisé dans une campagne de promotion par le réseau en 1998.

## Histoire
Avant 1958, la Société Radio-Canada était le régulateur ainsi que diffuseur national, ce qui avait comme conséquence que toute station de télévision lancée au Canada depuis 1952 devait obligatoirement s'affilier à CBC ou Radio-Canada. Le gouvernement du premier ministre a mis fin à cette pratique, et des demandes de licences ont été reçues, menant à la création de huit stations en anglais et une station en français (CFTM-TV (TVA)). Le fondateur de la station de Toronto, John Bassett, président de Baton Broadcasting, a pris contact avec sept des nouvelles stations ainsi que l'affilié privé d'Edmonton afin de former le deuxième réseau de télévision anglophone sous le nom Canadian Television Network (CTN). Après quelques négociations avec le Bureau des Gouverneurs (l'ancêtre du CRTC), les stations ont été lancées, puis lorsque la station CFRN d'Edmonton s'est désaffiliée du réseau CBC lors du lancement de CBXT qui a pris le relais, le réseau CTV Television Network est officiellement lancé le 1er octobre 1961.
Malgré les problèmes internes reliés à l'organisation de coopérative du réseau (un propriétaire, un vote), des stations se sont affiliées au réseau. Des émissions américaines, britanniques et australiennes étaient diffusées. La diffusion en couleur a débuté le 1er septembre 1966. Durant les années 1980, Baton Broadcasting s'est porté acquéreur de onze des 24 stations du réseau jusqu'en 1994, alors que la coopérative est devenue une corporation, dont les propriétaires sont devenus actionnaires. Entre 1991 et 1994, Baton avait regroupé ses sept stations de l'Ontario sous le nom Ontario Network Television (ONT) et ses quatre stations de la Saskatchewan sous le nom Saskatchewan Television Network (STN), qui ont été fusionnés sous la bannière Baton Broadcast System (BBS).
En 1996, Baton continue l'acquisition d'affiliés, forçant une option de vente auprès des affiliés restants à vendre leurs actions dans CTV sans vendre leurs stations. Baton, maintenant seul propriétaire du réseau, abandonne sa marque BBS et devient CTV Inc. en janvier 1998.
Au début des années 2000, parmi la concentration des médias, Bell Canada s'est porté acquéreur de CTV, NetStar Communications (TSN) et The Globe and Mail, et les a combinés à leur division des médias sous le nom Bell GlobeMedia. En 2000, Canwest Global achète WIC, incluant la station CHAN de Vancouver qui couvre 97 % du territoire de la Colombie-Britannique avec une centaine de ré-émetteurs. Baton, qui avait lancé la station indépendante CIVT en septembre 1997, l'affilie au réseau CTV en septembre 2001.
En avril 2001 CTV acquiert 70 % des parts de la station CFCF de Montréal à Canwest Global pour 141,5 millions de dollars. Quelques mois plus tard elle rachète les 30 % à la CDPQ et devient l'actionnaire unique de la station.
En 2002, la station CJON de Saint-Jean de Terre-Neuve met fin à son affiliation après 38 ans à la suite des demandes exagérées de CTV pour la programmation réseau. CJON diffuse donc la programmation du réseau Global mais conserve les bulletins de nouvelles nationales produites par CTV. CTV n'a pas affilié dans cette province et se fie à la distribution par satellite et par câble.
En juillet 2006, Bell Globemedia annonce son intention d'acquérir CHUM Limited, ancien partenaire de CTV via ses stations ATV. Le CRTC ordonne alors à BGM de vendre Citytv mais peut garder les stations A-Channel, devenues CTV Two. Afin de payer pour l'acquisition, Bell Canada vend des parts et conséquemment, Bell GlobeMedia devient CTVGlobeMedia le 1er janvier 2007.
Le 12 février 2010, le premier jour des Jeux olympiques d'hiver de 2010, la station CHFD-DT de Thunder Bay (Ontario) appartenant à Dougall Media se désaffilie du réseau dans l'impasse d'une entente avec CTV, et devient un affilié du réseau Global. En 2014, CBC met fin à l'affiliation privée de l'autre station de Dougall Media dans la même ville, CKPR-DT, qui rejoindra le réseau CTV en septembre.
En septembre 2010, Bell Canada annonce son achat de CTVGlobeMedia pour 1,3 milliard de dollars, qui devient Bell Media le 1er avril 2011. En décembre 2011, l'affilié CJBN-TV à Kenora (Ontario) se désaffilie de CTV pour diffuser la programmation du réseau Global. La station CITL-DT de Lloydminster demeure la seule station affiliée n'appartenant pas au réseau CTV. Le Groupe Stingray ferme ses deux stations locales à Lloydminster le 13 mai 2025, citant des défis financiers.

## Programmation
La programmation du réseau consiste en majorité de séries américaines à succès (comme Grey's Anatomy, Les Experts (CSI: Crime Scene Investigation), New York, unité spéciale (Law & Order: Special Victims Unit), The Big Bang Theory et Mon oncle Charlie (Two and a Half Men), mais aussi des séries canadiennes populaires comme Un tandem de choc, Degrassi : La Nouvelle Génération, Corner Gas, Ma vie de star, Flashpoint, So You Think You Can Dance Canada et Canadian Idol. CTV produit et diffuse également des téléfilms canadiens, souvent basés sur l'actualité ou l'histoire canadienne, sous le nom de CTV Signature Series ou CTV Movie.
Durant les années 1990, les stations étaient autorisées à diffuser des émissions différentes en soirée. Par exemple, le marché de Montréal n'ayant pas de station du réseau Global jusqu'en septembre 1997, la station CFCF diffusait quelques séries du réseau Global. La station CJOH Ottawa, distribuée sur le câble montréalais, diffusait la série Melrose Place qui n'était pas diffusée sur CFCF.
Au début des années 2000, sous la propriété de CTV Inc, toutes les stations diffusaient la même programmation de soirée. À la suite de l'acquisition de stations par Canwest Global et de la formation du réseau secondaire CH/E!, CTV faisait l'acquisition de plus de séries et d'émissions de téléréalité américaines que la grille pouvait en contenir dans le but de maximiser la substitution simultanée pour les émissions les plus populaires, mais ayant comme effet négatif que certaines séries pouvaient manquer des épisodes ou ne pas être diffusées du tout, empêchant ses compétiteurs à les diffuser de façon ponctuelle.
À partir de 2007, à la suite de l'acquisition des stations A-Channel (devenues CTV Two en 2011), les émissions populaires sont conservées ou envoyées sur CTV alors que les autres sont diffusées sur le réseau secondaire, qui peut aussi servir à diffuser une série en simultané pour une ou deux semaines lors de conflits d'horaire, par exemple une émission de téléréalité allongée de 30 minutes ou une heure.
Au cours de la saison, lorsque deux séries sont diffusées sur CTV et CTV Two, Bell Media va parfois transférer vers CTV le temps d'un épisode d'une série diffusée sur CTV Two lorsque l'autre série est en pause ou en rediffusion. La plupart du temps, CTV mettra à l'horaire des rediffusions de The Big Bang Theory afin de combler les trous dans l'horaire.

## Stations

### Détenues par CTV
À la mi-octobre 2005, toutes les stations détenues et opérées par CTV ont adopté la marque unique de CTV en ondes, plutôt que d'utiliser leurs indicatifs officiels ou numéros de canaux. Lorsque la différenciation supplémentaire est nécessaire, par exemple lors de la programmation régionale, alors la ville ou la région qu'ils desservent (e.g., CTV Ottawa, CTV British Columbia) peut aussi bien être utilisé. En vertu de la législation du CRTC, l'indicatif est en revanche toujours le nom légal de la station.
- Calgary, Alberta - CFCN
- Edmonton, Alberta - CFRN
- Halifax, Nouvelle-Écosse - CJCH
- Kitchener, Ontario - CKCO
- Moncton, Nouveau-Brunswick - CKCW
- Montréal, Québec - CFCF
- North Bay, Ontario - CKNY
- Ottawa, Ontario - CJOH
- Prince Albert, Saskatchewan - CIPA
- Regina, Saskatchewan - CKCK
- Saint-Jean, Nouveau-Brunswick - CKLT
- Saskatoon, Saskatchewan - CFQC
- Sault-Sainte-Marie, Ontario - CHBX
- Sudbury, Ontario - CICI
- Sydney, Nouvelle-Écosse - CJCB
- Timmins, Ontario - CITO
- Toronto, Ontario - CFTO
- Winnipeg, Manitoba - CKY
- Vancouver, Colombie-Britannique - CIVT
- Yorkton, Saskatchewan - CICC

### Affiliées régionales
- Thunder Bay (Ontario) - CKPR

### Cas particuliers
- Saint-Jean, Terre-Neuve-et-Labrador - CJON : n'est plus affilié à CTV, mais diffuse toujours téléjournaux de CTV.
- Oldsmar (Floride), États-Unis - WZRA-CA : station de faible puissance dans la région de Tampa Bay qui diffuse les émissions de nouvelles de CTV.